# Universidad Autónoma de Santo Domingo

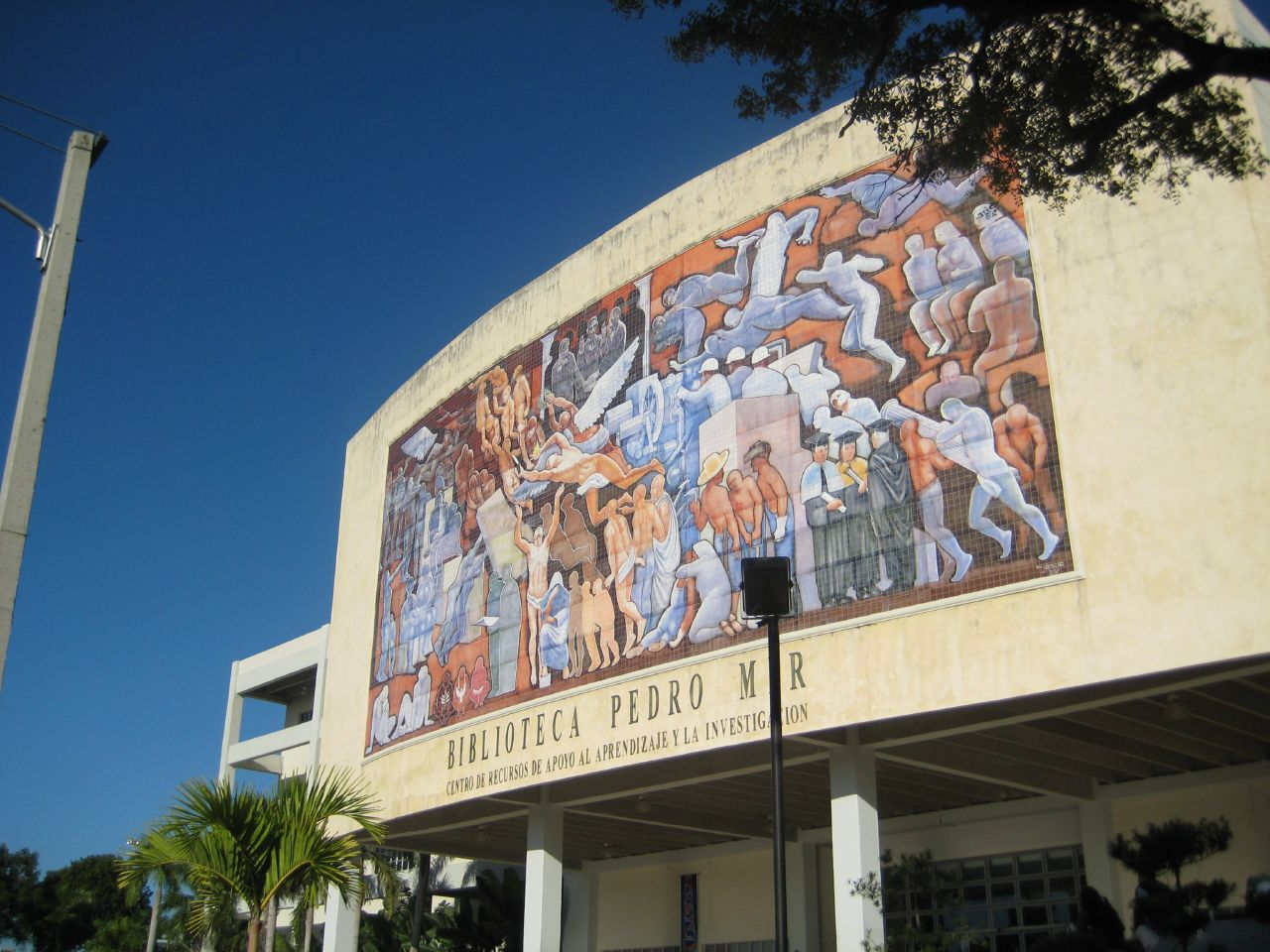
Universitätsbibliothek

Die Autonome Universität Santo Domingo (spanisch Universidad Autónoma de Santo Domingo, abgekürzt UASD) ist eine staatliche Universität in Santo Domingo, Dominikanische Republik.
1961 erhielt die Universität Autonomie. Standorte sind Barahona, Bonao, Duvergé, Hato Mayor, Higuey, La Vega, La Romana, Santa Cruz de Mao, Nagua, Neiba, Puerto Plata, San Francisco de Macorís, San Juan de la Maguana, Santiago, San Pedro de Macoris, San Cristóbal, Santiago Rodríguez.

## Geschichte
Die Gründung erfolgte am 28. Oktober 1538 durch Papst Paul III., hierzu erließ er die Bulle „In Apostolatus Culmine“, mit dem Ziel diese Art der Allgemeinbildung (General Studies) zu fördern, die die Dominikaner seit 1518 geleitet hatten – in Santo Domingo, der ältesten Kolonialsiedlung in Amerika. Die Universität von Alcalá de Henares fungierte dafür als Vorbild.
Es gab zunächst vier Fakultäten und den Normen damaliger ähnlicher Institutionen entsprechend: Medizin, Jura, Theologie und Kunst. Das Studium der Kunst beinhaltete auch Grammatik, Rhetorik, Logik und „Quadrivium“, dieses Fach umfasst Arithmetik, Geometrie, Astronomie und Musik.
Im Jahre 1801, als Konsequenz der haitianischen Okkupation des Landes, unterbrach die Universität ihre Arbeit, weil die Dominikaner, die diese leiteten, die Kolonie verließen. Sie wurde im Jahre 1815 neu eröffnet, als die Kolonie unter die spanische Hoheitsmacht zurückkehrte, war von da an aber laizistisch.
Zwischen 1815 und 1821 arbeitete sie unter dem Rektorat von José Núñez de Cáceres und schloss seine Türen wieder im Jahre 1822. Dies war dem Umstand geschuldet, dass viele der Studierenden zum Militärdienst eingezogen wurden – verordnet vom haitianischen Regime, das zu diesem Zeitpunkt die Nation regierte. Mit der Unabhängigkeit der Republik im Jahre 1844, erwächst in den Dominikanern auch der Wunsch, die Universität wiederzueröffnen, als Symbol kultureller Tradition und des eigenen Charakters der neuerlangten Nationalität.
Auf diesen Ausruf reagierend verkündete der Präsident ein Gesetz, das die alte Universität von Santo Domingo wiedereröffnen sollte – und zwar mit einer ähnlichen akademischen Aufteilung wie die mittelalterlichen Universitäten (vier Fakultäten: Philosophie, Jurisprudenz, Medizinwissenschaften und die heiligen Buchstaben). Aber auf Grund der politischen Umstände wurde das genannte Vorhaben nicht umgesetzt und die Universität nicht wiedereröffnet.
Am 31. Dezember 1866 wurde via Dekret das „Instituto Profesional“ gegründet, das an Ort und als Ersatz der alten Universität von Santo Domingo seine Funktion aufnahm.
Vom 10. Mai 1891 bis zum 16. August 1895 schloss das „Instituto Profesional“ wieder seine Türen. Am 16. November 1914 war es der Präsident der Republik, Ramón Báez, der gleichzeitig Rektor des Instituto Profesional war, der es per Dekret wieder zur „Universidad de Santo Domingo“ erklärte.
Als Konsequenz der Nordamerikanischen Intervention musste die Universität zwischen 1916 und 1924 ein weiteres Mal die Arbeit einstellen. Während der 31 Jahre der Diktatur Rafael Leonidas Trujillos, sah sich die Universidad de Santo Domingo, so wie auch die anderen Institutionen des Landes, der grundlegenden Freiheiten beraubt, derer es bedarf, um ihrer Bestimmung gerecht werden zu können. Sie wurde zu einem Instrument politischer Kontrolle und Propaganda.